# Шаров, Игорь Фёдорович
Игорь Фёдорович Шаро́в (укр. Ігор Федорович Шаров; род. 10 августа 1961, Скалевские Хутора, Кировоградская область) — кандидат наук, государственный и общественный деятель, народный депутат Украины.

## Биография
С 1974 года с родителями жил в Кропивницком. В 1976 году Кировоградским военкоматом был направлен в Кировоградское медицинское училище имени Мухина.
В 1980—1982 годы служил в Советской армии в составе ограниченного контингента советских войск в Афганистане (Витебская воздушно-десантная дивизия); капитан запаса. Поддерживает тесные связи с ветеранами Афганистана города Кропивницкий.
В 1987 году окончил исторический факультет Кировоградского педагогического института им. А. С. Пушкина по специальности «историк-обществовед». Преподавал в том же институте (1988—1993), был председателем профкома института (1985—1990).
В 1991 году окончил аспирантуру Киевского института иностранных языков. В 1993—1994 годах работал генеральным директором собственной фирмы Инкомпарк (Кировоград), в 1994—1996 годах — первым вице-президентом корпорации «Республика», в феврале—июне 1996 — председателем правления АОЗТ «Интергаз» (Киев; создано путём объединения Инкомпарка и корпорации И. М. Бакая «Республика», занимается поставками газа на Украину). Вместе с Анатолием Безухом основал компанию «Евразия Трейдинг ЛТД» и на основе неё — ЗАО «Торговый дом „Укрстройматериалы“».
В 1998 году окончил Академию труда и социальных отношений (Киев) по специальности «экономист».
В 1995—2014 годы — народный депутат Украины.

## Депутатская деятельность
Впервые избирался депутатом во втором созыве Верховной Рады от округа в Раздольном, что в Автономной республике Крым. Стал Членом группы «Конституционный центр», а также членом Комитета по вопросам топливно-энергетического комплекса, транспорта и связи.
Будучи депутатом 3 созыва Верховной Рады Украины, Игорь Шаров уже стал руководителем и членом фракции «Трудовая Украина», а также членом Комитета по внешним делам и связям с СНГ.
Как депутат 4 созыва Верховной Рады, Игорь Шаров был сначала руководителем фракции «Трудовая Украина», позже руководителем фракции Народного Блока Литвина. Также Шаров стал членом бюджетного Комитета.
Став депутатом 6 созыва Верховной Рады, Игорь Шаров был заместителем главы фракции Народного Блока Литвина, но после избрания Владимира Литвина на пост спикера Верховной Рады Украины, Шаров возглавил фракцию. Он также занял место главы Комитета по вопросам прав человека, национальных меньшин и межнациональных отношений.
В 7 созыве Игорь Шаров был сначала членом фракции Партии регионов, позже членом фракции Суверенная европейская Украина. Также был членом Комитета по вопросам предпринимательства, регуляторной и антимонопольной политики.

## Политическая и общественная деятельность
С октября 1996 по январь 1997 года, Игорь Шаров работал также представителем Президента Украины в Верховной Раде, советником Президента Украины (1997—2005), заместителем министра (май — декабрь 1998).
В разные годы был также вице-президентом Всеукраинской ассоциации интеллектуальной собственности; председателем Международной общественной организации «Международный экономический комитет», Международного благотворительного фонда «Украина»; членом межведомственной комиссии по вопросам местного самоуправления при Кабинете Министров (с июля 1998), Конституционной ассамблеи, Комиссии по государственным наградам и геральдике (с апреля 2000), Совета Национального банка Украины (октябрь 2000 — февраль 2005).
Игорь Шаров был заместителем главы совета фонда «Взаимопонимание и примирение». Разработал закон Украины «О жертвах нацистских преследований».

## Семья
Отец — Фёдор Макарович Шаров (1928—1996), военный.
Мать — Мария Корнеевна Шарова (1937—2009), заведующая дошкольным учебным заведением.
- брат Александр (род. 1957) — полковник милиции, пенсионер МВД
- сестра Валентина (род. 1959) — пенсионерка
- брат Юрий (род. 1965) — подполковник милиции, пенсионер МВД.

Игорь Шаров женат и имеет троих детей. Жена (во втором браке) — Виктория Васильевна (род. 1961), музыкант, хоровой дирижёр. Сыновья Максим и Станислав, дочь Мария. Максим (род. 1984) — магистр международного права, Станислав (род. 1988) — магистр по международной экономике, Мария (род. 1991) — магистр по международной экономике.

## Научная деятельность
Автор историко-публицистических работ и энциклопедических изданий.
- т.1 «100 выдающихся имён Украины»,
- «100 выдающихся мест Украины»,
- «100 современников: размышления об Украине»,
- «Учёные Украины: 100 выдающихся имён»,
- «Художники Украины: 100 выдающихся имён»,
- «100 личностей Украины(1991—2011)»;
- книг «Поверить в себя», «Сегодняшний день творит будущее», а также многих научных и историко-публицистических работ;
- инновационной книги От мечты к действию!.

### Избранные труды
- Шаров І. Ф. Робітничий клас України у сфері виробництва в умовах формування і зміцнення командної економіки (кінець 20-х — 30-ті роки): Історіографічний аналіз : Автореф. дис. … канд. іст. наук. — Київ, 1996. — 26 с.

### Избранные сочинения
Источник — Каталоги НБУ
- Полубесов Д. и др. Миниатюрная скульптура из бивня мамонта : каталог / ред. И. Ф. Шаров. — Б.м. : Славянский творческий союз, Б.г. — 88 с. — (Из частной коллекции).
- Шаров І. Ф. Вчені України: 100 видатних імен. — Київ: АртЕк, 2006. — 488 с.
- Шаров І. Ф. Повірити в себе : інтерв’ю, репортажі, статті. — Київ: Видавничий дім «Альтернативи», 1998. — 208 с.
- Шаров І. Ф. 100 видатних імен України : навч. посіб. — Київ: Видавничий Дім «Альтернативи», 1999. — 502 с. — 25000 экз.
  -  — 2. вид., перероб. — Київ: АртЕк, 2004. — 504 с.
- Шаров І. Ф. 100 визначних місць України : навч. посіб. — 2. вид., перероб. — Київ: АртЕк, 2004. — 512 с.
- Шаров І. Ф. 100 особистостей України 1991—2011. — Київ: Арт Економі, 2011. — 471 с. — 1500 экз.
- Шаров І. Ф. 100 сучасників: роздуми про Україну : навч. посіб. — 2. вид., перероб. — Київ: АртЕк, 2004. — 520 с.
- Шаров І. Ф. Сьогодення творить майбутнє. — Київ: Видавничий Дім «Альтернативи», 1999. — 232 с.
- Шаров І. Ф., Толстоухов А. В. Художники України: 100 видатних імен. — Київ: АртЕк, 2007. — 503 с. — 5000 экз.